# Region Lateinamerika (Junior League Baseball World Series)
Die Region Lateinamerika ist eine der fünf internationale Regionen welche Teilnehmer an die Junior League Baseball World Series entsendeten. 
Ab dem Jahr 2001 wurden die Regionen Puerto Rico und Mexiko zusammen mit weiteren Staaten zur Region Lateinamerika zusammengefasst. Seit 2004 haben Puerto Rico und Mexiko wieder eigene Gruppen. In den geraden Jahren bekommt Mexiko einen festen Startplatz in den ungeraden Puerto Rico. In den Jahren, in welchen diese keinen direkten Startplatz haben, können sie sich über die Region Lateinamerika qualifizieren.

## Teilnehmende Staaten
Folgende 20 Staaten sind in dieser Region organisiert:
- Amerikanische Jungferninseln
- Antigua und Barbuda
- Aruba
- Bahamas
- Britische Jungferninseln
- / Bonaire
- Costa Rica
- / Curaçao
- Dominikanische Republik
- Ecuador
- El Salvador
- Guatemala
- Honduras
- Kolumbien
- Mexiko
- Nicaragua
- Panama
- Puerto Rico
- / Sint Maarten
- Venezuela

Zusätzlich erhält der Gastgeber noch einen Startplatz.

## Regionale Meisterschaften
Die jeweiligen Gewinner sind grün markiert.

### Gastgeber / A–D
| Jahr | Gastgeber                                               | Amerikanische Jungferninseln           | Antigua und Barbuda | Aruba                       | Bahamas                   | Britische Jungferninseln          | Bonaire               | Costa Rica                                           | Curaçao                          | Dominikanische Republik                                |
| ---- | ------------------------------------------------------- | -------------------------------------- | ------------------- | --------------------------- | ------------------------- | --------------------------------- | --------------------- | ---------------------------------------------------- | -------------------------------- | ------------------------------------------------------ |
| 2001 | Bahamas                                                 | Amerikanische Jungferninseln           | Kein Teilnehmer     | Aruba                       | Gastgeber                 | Kein Teilnehmer                   | Kein Teilnehmer       | Kein Teilnehmer                                      | Curaçao Niederländische Antillen | Kein Teilnehmer                                        |
| 2002 | Panama City LL Panama-Stadt                             | Amerikanische Jungferninseln           | Kein Teilnehmer     | Aruba                       | Bahamas                   | Kein Teilnehmer                   | Kein Teilnehmer       | Kein Teilnehmer                                      | Curaçao Niederländische Antillen | Dominikanische Republik                                |
| 2003 | Elrod Hendricks LL Saint Thomas                         | Elmo Plaskett East LL Saint Croix      | Kein Teilnehmer     | Aruba Central LL Oranjestad | Grand Bahamas LL Freeport | Kein Teilnehmer                   | Kein Teilnehmer       | Kein Teilnehmer                                      | Pariba LL Willemstad             | Kein Teilnehmer                                        |
| 2004 | Hermanos Cruz LL Arroyo                                 | Alvin McBean East LL Saint Thomas      | Kein Teilnehmer     | Aruba North LL Oranjestad   | Kein Teilnehmer           | Kein Teilnehmer                   | Kein Teilnehmer       | Kein Teilnehmer                                      | Pariba LL Willemstad             | Antonio Irizarry LL Puerto Plata                       |
| 2005 | Antigua LL Saint John’s                                 | Elrod Hendricks LL Saint Thomas        | Gastgeber           | Aruba Central LL Oranjestad | Kein Teilnehmer           | Kein Teilnehmer                   | Kein Teilnehmer       | Kein Teilnehmer                                      | Pabao LL Willemstad              | Pedro Arias LL San Cristóbal                           |
| 2006 | Alvin McBean East LL Saint Thomas                       | Elmo Plaskett East/West LL Saint Croix | Kein Teilnehmer     | Aruba Central LL Oranjestad | Kein Teilnehmer           | British Virgin Islands LL Tortola | Bonaire LL Kralendijk | Kein Teilnehmer                                      | Pabao LL Willemstad              | Kein Teilnehmer                                        |
| 2007 | Cerro Viento LL Panama-Stadt                            | Elrod Hendricks LL Saint Thomas        | Kein Teilnehmer     | Aruba North LL Oranjestad   | Kein Teilnehmer           | Kein Teilnehmer                   | Kein Teilnehmer       | Kein Teilnehmer                                      | Pabao LL Willemstad              | Los Bravos de Pontezuela LL Santiago de los Caballeros |
| 2008 | Tati Lugo LL Yauco                                      | Alvin Mcbean LL Saint Thomas           | Kein Teilnehmer     | Aruba North LL Oranjestad   | Kein Teilnehmer           | Kein Teilnehmer                   | Bonaire LL Kralendijk | Kein Teilnehmer                                      | Pabao LL Willemstad              | Antonio Concepcion LL Moca                             |
| 2009 | Seguro Social LL Mexicali                               | Alvin Mcbean LL Saint Thomas           | Kein Teilnehmer     | Aruba North LL Oranjestad   | Kein Teilnehmer           | Kein Teilnehmer                   | Kein Teilnehmer       | Santo Domingo de Heredia LL Santo Domingo de Heredia | Pariba LL Willemstad             | Alberto Beltre LL San Cristóbal                        |
| 2010 | Liga Pequena de Beisbol de Guatemala LL Guatemala-Stadt | Elmo Plaskett LL Saint Croix           | Kein Teilnehmer     | Aruba North LL Oranjestad   | Kein Teilnehmer           | Kein Teilnehmer                   | Kein Teilnehmer       | Kein Teilnehmer                                      | Pabao LL Willemstad              | Kein Teilnehmer                                        |
| 2011 | Grand Bahamas Junior LL Freeport                        | Alvin Mcbean LL Saint Thomas           | Kein Teilnehmer     | Aruba North LL Oranjestad   | Junior Nassau LL Nassau   | Kein Teilnehmer                   | Kein Teilnehmer       | Kein Teilnehmer                                      | Pabao LL Willemstad              | Kein Teilnehmer                                        |
| 2012 | Atlantica LL San José                                   | Elrod Hendricks LL Saint Thomas        | Kein Teilnehmer     | Aruba North LL Oranjestad   | Kein Teilnehmer           | Kein Teilnehmer                   | Kein Teilnehmer       | Santo Domingo de Heredia LL Santo Domingo de Heredia | Pariba LL Willemstad             | Kein Teilnehmer                                        |
| 2013 | Aruba North LL Oranjestad                               | Elrod Hendricks West LL Saint Thomas   | Kein Teilnehmer     | Aruba Central LL Oranjestad | Kein Teilnehmer           | Kein Teilnehmer                   | Kein Teilnehmer       | Santo Domingo de Heredia LL Santo Domingo de Heredia | Pariba LL Willemstad             | Kein Teilnehmer                                        |
| 2014 | Juan A Bibiloni LL Yabucoa                              | Elrod Hendricks West LL Saint Thomas   | Kein Teilnehmer     | Aruba North LL Oranjestad   | Kein Teilnehmer           | Kein Teilnehmer                   | Kein Teilnehmer       | Santo Domingo de Heredia LL Santo Domingo de Heredia | Pariba LL Willemstad             | Jose Rijo LL San Cristóbal                             |

### E–Z
| Jahr | Ecuador                          | El Salvador              | Guatemala                                         | Honduras                        | Kolumbien                                | Mexiko                            | Nicaragua                 | Panama                               | Puerto Rico                      | Sint Maarten                          | Venezuela                      |
| ---- | -------------------------------- | ------------------------ | ------------------------------------------------- | ------------------------------- | ---------------------------------------- | --------------------------------- | ------------------------- | ------------------------------------ | -------------------------------- | ------------------------------------- | ------------------------------ |
| 2001 | Kein Teilnehmer                  | Kein Teilnehmer          | Kein Teilnehmer                                   | Kein Teilnehmer                 | Kein Teilnehmer                          | Mexiko                            | Kein Teilnehmer           | Panama                               | Puerto Rico                      | Kein Teilnehmer                       | San Francisco LL San Francisco |
| 2002 | Kein Teilnehmer                  | Kein Teilnehmer          | Kein Teilnehmer                                   | Kein Teilnehmer                 | Kolumbien                                | Mexiko                            | Kein Teilnehmer           | Gastgeber                            | Puerto Rico                      | Sint Maarten Niederländische Antillen | Venezuela                      |
| 2003 | Kein Teilnehmer                  | Kein Teilnehmer          | Kein Teilnehmer                                   | Kein Teilnehmer                 | Club Deportivo del Norte LL Barranquilla | Epitacio Mala Torres LL Guadalupe | Kein Teilnehmer           | Activo 20-30 LL Santiago de Veraguas | Hermanos Cruz LL Arroyo          | St. Maarten LL Philipsburg            | Kein Teilnehmer                |
| 2004 | Kein Teilnehmer                  | Kein Teilnehmer          | Guatemala LL Guatemala-Stadt                      | Kein Teilnehmer                 | Kein Teilnehmer                          | direkt qualifiziert               | Kein Teilnehmer           | Activo 20-30 LL Santiago de Veraguas | Gastgeber                        | St. Maarten LL Philipsburg            | Paraguana LL Punto Fijo        |
| 2005 | Kein Teilnehmer                  | Kein Teilnehmer          | Kein Teilnehmer                                   | Kein Teilnehmer                 | Kein Teilnehmer                          | Seguro Social LL Mexicali         | Kein Teilnehmer           | Curundu LL Panama-Stadt              | direkt qualifiziert              | St. Maarten LL Philipsburg            | Coquivacoa LL Maracaibo        |
| 2006 | Kein Teilnehmer                  | Kein Teilnehmer          | Kein Teilnehmer                                   | Kein Teilnehmer                 | Kein Teilnehmer                          | direkt qualifiziert               | Kein Teilnehmer           | Las Tablas LL Las Tablas             | Radames Lopez LL Guayama         | St. Maarten LL Philipsburg            | Coquivacoa LL Maracaibo        |
| 2007 | Kein Teilnehmer                  | Fesa LL Soyapango        | Kein Teilnehmer                                   | Kein Teilnehmer                 | Club Deportivo del Norte LL Barranquilla | Guaymas Sector Pesca LL Guaymas   | Douglas Lacayo LL Managua | David Doleguita LL Chiriquí          | direkt qualifiziert              | Kein Teilnehmer                       | Coquivacoa LL Maracaibo        |
| 2008 | Kein Teilnehmer                  | Kein Teilnehmer          | Kein Teilnehmer                                   | Kein Teilnehmer                 | Comfenalco LL Cartagena                  | direkt qualifiziert               | Kein Teilnehmer           | Tomas Munoz LL Panama-Stadt          | Aguadilla Municipal LL Aguadilla | St. Maarten LL Philipsburg            | Coquivacoa LL Maracaibo        |
| 2009 | Kein Teilnehmer                  | Kein Teilnehmer          | Liga Juvenil de Guatemala LL Guatemala-Stadt      | Kein Teilnehmer                 | Kein Teilnehmer                          | Gastgeber                         | Kein Teilnehmer           | Tomas Munoz LL Panama-Stadt          | direkt qualifiziert              | Kein Teilnehmer                       | Cardenales LL Barquisimeto     |
| 2010 | Kein Teilnehmer                  | Kein Teilnehmer          | Javier LL Guatemala-Stadt                         | Liga Marinera LL San Pedro Sula | Falcon LL Cartagena                      | direkt qualifiziert               | Nandaime LL Nandaime      | Chitré LL Chitré                     | Juan Antonio Bibiloni LL Yabucoa | Kein Teilnehmer                       | Flor Amarillo LL Valencia      |
| 2011 | C Unidas Miraflores LL Guayaquil | Kein Teilnehmer          | Kein Teilnehmer                                   | Kein Teilnehmer                 | Kein Teilnehmer                          | Epitacio Mala Torres LL Guadalupe | Kein Teilnehmer           | Chitré LL Chitré                     | direkt qualifiziert              | St. Maarten LL Philipsburg            | Coquivacoa LL Maracaibo        |
| 2012 | Kein Teilnehmer                  | Fesa LL Soyapango        | Metropolitana LL Guatemala-Stadt                  | Marinera LL Cortés              | Kein Teilnehmer                          | direkt qualifiziert               | Don Bosco LL Granada      | Chitré LL Chitré                     | Jaime Collazo LL Vega Baja       | Kein Teilnehmer                       | Cacique Mara LL Maracaibo      |
| 2013 | Kein Teilnehmer                  | Agabeisi LL San Salvador | Liga Peguena Javier de Beisbol LL Guatemala-Stadt | Kein Teilnehmer                 | Falcon LL Cartagena                      | Seguro Social LL Mexicali         | Fidel Olivas LL Estelí    | Aguadulce Cabezera LL Aguadulce      | direkt qualifiziert              | Kein Teilnehmer                       | Cardenales LL Barquisimeto     |
| 2014 | Kein Teilnehmer                  | Kein Teilnehmer          | Liga Peguena Javier de Beisbol LL Guatemala-Stadt | Kein Teilnehmer                 | Kein Teilnehmer                          | direkt qualifiziert               | Fidel Olivas LL Estelí    | David Doleguita LL David             | Jose M. Rodriguez LL Manatí      | Kein Teilnehmer                       | Kein Teilnehmer                |

## Resultate an den Junior League World Series

### Nach Jahr
| Jahr | Mannschaft         | Stadt                | Klassierung   | W-L |
| ---- | ------------------ | -------------------- | ------------- | --- |
| 2001 | San Francisco LL   | San Francisco        | Zweiter Platz | 4–1 |
| 2002 | Panama City LL     | Panama-Stadt         | Zweiter Platz | 4–1 |
| 2003 | Activo 20-30 LL    | Santiago de Veraguas | Zweiter Platz | 3–2 |
| 2004 | Paraguana LL       | Punto Fijo           | Zweiter Platz | 5–1 |
| 2005 | Curundu LL         | Panama-Stadt         | Weltmeister   | 5–1 |
| 2006 | Coquivacoa LL      | Maracaibo            | Int. Finale   | 4–1 |
| 2007 | Elrod Hendricks LL | Saint Thomas         | Gruppenphase  | 2–2 |
| 2008 | Pabao LL           | Willemstad           | Weltmeister   | 6–0 |
| 2009 | Aruba North LL     | Oranjestad           | Zweiter Platz | 4–2 |
| 2010 | Javier LL          | Guatemala-Stadt      | Int. Finale   | 3–2 |
| 2011 | Coquivacoa LL      | Maracaibo            | Int. Finale   | 3–2 |
| 2012 | Aruba North LL     | Oranjestad           | Zweiter Platz | 4–2 |
| 2013 | Pariba LL          | Willemstad           | Int. Finale   | 3–2 |
| 2014 | Pariba LL          | Willemstad           | Int. Finale   | 2–3 |

 Stand nach den Junior League World Series 2014

### Nach Staat
| Staat                        | Lateinamerika Meisterschaften | Welt- meisterschaften | W-L an den JLWS | %    |
| ---------------------------- | ----------------------------- | --------------------- | --------------- | ---- |
| Venezuela                    | 4                             | 0                     | 16–5            | .762 |
| Panama                       | 3                             | 1                     | 12–4            | .750 |
| / Curaçao                    | 3                             | 1                     | 11–5            | .688 |
| Aruba                        | 2                             | 0                     | 8–4             | .667 |
| Guatemala                    | 1                             | 0                     | 3–2             | .600 |
| Amerikanische Jungferninseln | 1                             | 0                     | 2–2             | .500 |
| Antigua und Barbuda          | 0                             | 0                     | 0–0             | –    |
| Bahamas                      | 0                             | 0                     | 0–0             | –    |
| Britische Jungferninseln     | 0                             | 0                     | 0–0             | –    |
| / Bonaire                    | 0                             | 0                     | 0–0             | –    |
| Costa Rica                   | 0                             | 0                     | 0–0             | –    |
| Dominikanische Republik      | 0                             | 0                     | 0–0             | –    |
| Ecuador                      | 0                             | 0                     | 0–0             | –    |
| El Salvador                  | 0                             | 0                     | 0–0             | –    |
| Honduras                     | 0                             | 0                     | 0–0             | –    |
| Kolumbien                    | 0                             | 0                     | 0–0             | –    |
| Mexiko*                      | 0                             | 0                     | 0–0             | –    |
| Nicaragua                    | 0                             | 0                     | 0–0             | –    |
| Puerto Rico*                 | 0                             | 0                     | 0–0             | –    |
| / Sint Maarten               | 0                             | 0                     | 0–0             | –    |
| Total                        | 14                            | 2                     | 52–23           | .693 |

 Stand nach den Junior League World Series 2014

* Nur Teilnahmen in der Region Lateinamerika